# Vathí (ort i Grekland, Grekiska fastlandet)
Vathí (Vathy) är en ort i Grekland.   Den ligger i prefekturen Nomós Evvoías och regionen Grekiska fastlandet, i den östra delen av landet, 50 km norr om huvudstaden Aten. Vathí ligger 14 meter över havet och antalet invånare är 2 385.
Terrängen runt Vathí är platt åt sydost, men åt nordväst är den kuperad. Havet är nära Vathí åt sydost. Runt Vathí är det ganska tätbefolkat, med 134 invånare per kvadratkilometer. Närmaste större samhälle är Chalkída, 6,5 km norr om Vathí. Trakten runt Vathí består till största delen av jordbruksmark.